# Graniczna Placówka Kontrolna Zebrzydowice
Graniczna Placówka Kontrolna Zebrzydowice – zlikwidowany pododdział Wojsk Ochrony Pogranicza wykonujący kontrolę graniczną osób, towarów i środków transportu bezpośrednio w przejściach granicznych na granicy z Czechosłowacją.

Graniczna Placówka Kontrolna Straży Granicznej w Zebrzydowicach – zlikwidowana graniczna jednostka organizacyjna Straży Granicznej wykonująca kontrolę graniczną osób, towarów i środków transportu bezpośrednio w przejściach granicznych na granicy z Czechosłowacją/Republiką Czeską.
Placówka Straży Granicznej w Zebrzydowicach – zlikwidowana graniczna jednostka organizacyjna Straży Granicznej realizująca zadania w ochronie granicy państwowej na granicy z Republiką Czeską.

## Formowanie i zmiany organizacyjne
W październiku 1945 Naczelny Dowódca Wojska Polskiego nakazywał sformować na granicy państwowej 51 przejściowych punktów kontrolnych (PPK).
Przejściowy Punkt Kontrolny Zebrzydowice (PPK Zebrzydowice) powstała w 1945 jako Kolejowy Przejściowy Punkt Kontrolny I kategorii o etacie nr 8/10 . Obsada PPK składała się z 33 żołnierzy i 3 pracowników cywilnych.
W 1946 przeformowana została na drogowy PPK kategorii A o etacie 7/10. Następnie przeformowana na etat 7/51 kategorii A i przemianowana na Graniczną Placówkę Kontrolną Ochrony Pogranicza Zebrzydowice.
W 1948 pododdział przekazany został do Ministerstwa Bezpieczeństwa Publicznego.

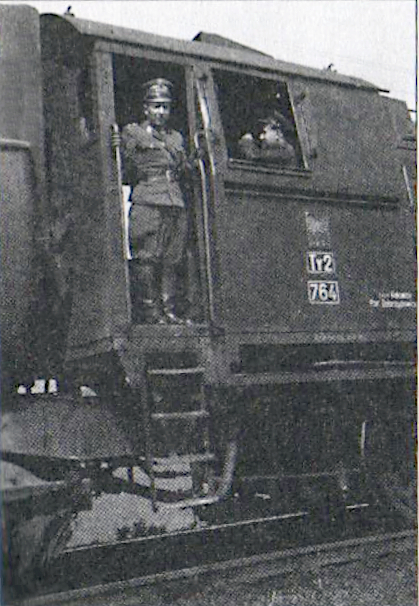
por. Jan Żyłuk z GPK Zebrzydowice kontroluje parowóz na stacji kolejowej Zebrzydowice – pg Zebrzydowice-Petrovice u Karviné (1950)

W 1950 przeformowano na Graniczna Placówka Kontrolna WOP kolejowa o etacie nr 096/25.
W 1952 GPK Zebrzydowice została włączona w struktury 4. Brygady WOP w Gliwicach, o etacie nr 352/2.
1 lipca 1965 Wojska Ochrony Pogranicza podporządkowano Ministerstwu Obrony Narodowej, Dowództwo WOP przeformowano na Szefostwo WOP z podległością Głównemu Inspektoratowi Obrony Terytorialnej. Do Ministerstwa Spraw Wewnętrznych odeszła cała kontrola ruchu granicznego oraz ochrona GPK. Tym samym naruszono jednolity system ochrony granicy. GPK Zebrzydowice weszła w podporządkowanie Wydziału Kontroli Ruchu Granicznego Komendy Wojewódzkiej Milicji Obywatelskiej, kontrolę graniczną wykonywali funkcjonariusze Milicji Obywatelskiej podlegli MSW.
1 października 1971 WOP został podporządkowany pod względem operacyjnym, a od 1 stycznia 1972 pod względem gospodarczym MSW. Do WOP powrócił cały pion kontroli ruchu granicznego wraz z przejściami. Przywrócono jednolity system ochrony granicy państwa. GPK Zebrzydowice podlegało bezpośrednio sztab Górnośląskiej Brygadzie WOP w Gliwicach.
Straż Graniczna
15 maja 1991 po rozwiązaniu Wojsk Ochrony Pogranicza, 16 maja 1991 Graniczna Placówka Kontrolna Zebrzydowice weszła w podporządkowanie Beskidzkiego Oddziału Straży granicznej w Cieszynie i przyjęła nazwę Graniczna Placówka Kontrolna Straży Granicznej w Zebrzydowicach (GPK SG w Zebrzydowicach).
1 grudnia 1998 Decyzją nr 34 Komendanta Głównego Straży Granicznej z 5 sierpnia 1998, GPK SG w Zebrzydowicach została włączona w struktury Śląskiego Oddziału Straży Granicznej w Raciborzu.
W 2000 rozpoczęła się reorganizacja struktur Straży Granicznej związana z przygotowaniem Polski do wstąpienia, do Unii Europejskiej i przystąpieniem do Traktatu z Schengen. Podczas restrukturyzacji wprowadzono kompleksową ochronę granicy już na najniższym szczeblu organizacyjnym tj. strażnica i graniczna placówka kontrolna. Wprowadzona całościowa ochrona granicy zniosła podział na graniczne jednostki organizacyjne ochraniające tylko tzw. „zieloną granicę” i prowadzące tylko kontrole ruchu granicznego. W wyniku tego, 2 stycznia 2003 przejęła wraz z obsadą etatową pod ochronę odcinek, po rozformowanej strażnicy SG w Zebrzydowicach.
15 sierpnia 2005 GPK SG w Zebrzydowicach przejęła część odcinka granicy państwowej wraz z obsadą etatową po rozwiązanej Strażnicy SG w Godowie.
Jako Graniczna Placówka Kontrolna Straży Granicznej w Zebrzydowicach funkcjonowała do 23 sierpnia 2005 i 24 sierpnia 2005 Ustawą z 22 kwietnia 2005 O zmianie ustawy o Straży Granicznej... została przekształcona na Placówkę Straży Granicznej w Zebrzydowicach (Placówka SG w Zebrzydowicach). Znacznie rozszerzono także uprawnienia komendantów, m.in. w zakresie działań podejmowanych wobec cudzoziemców przebywających na terytorium RP.
Jako Placówka SG w Zebrzydowicach funkcjonowała do 14 maja 2010, kiedy to zarządzeniem Komendanta Głównego SG została rozwiązana. Ochraniany przez placówkę odcinek granicy przejęły placówki SG w Cieszynie i Raciborzu, a obsadę etatową, Placówka SG w Rudzie Śląskiej.

## Ochrona granicy

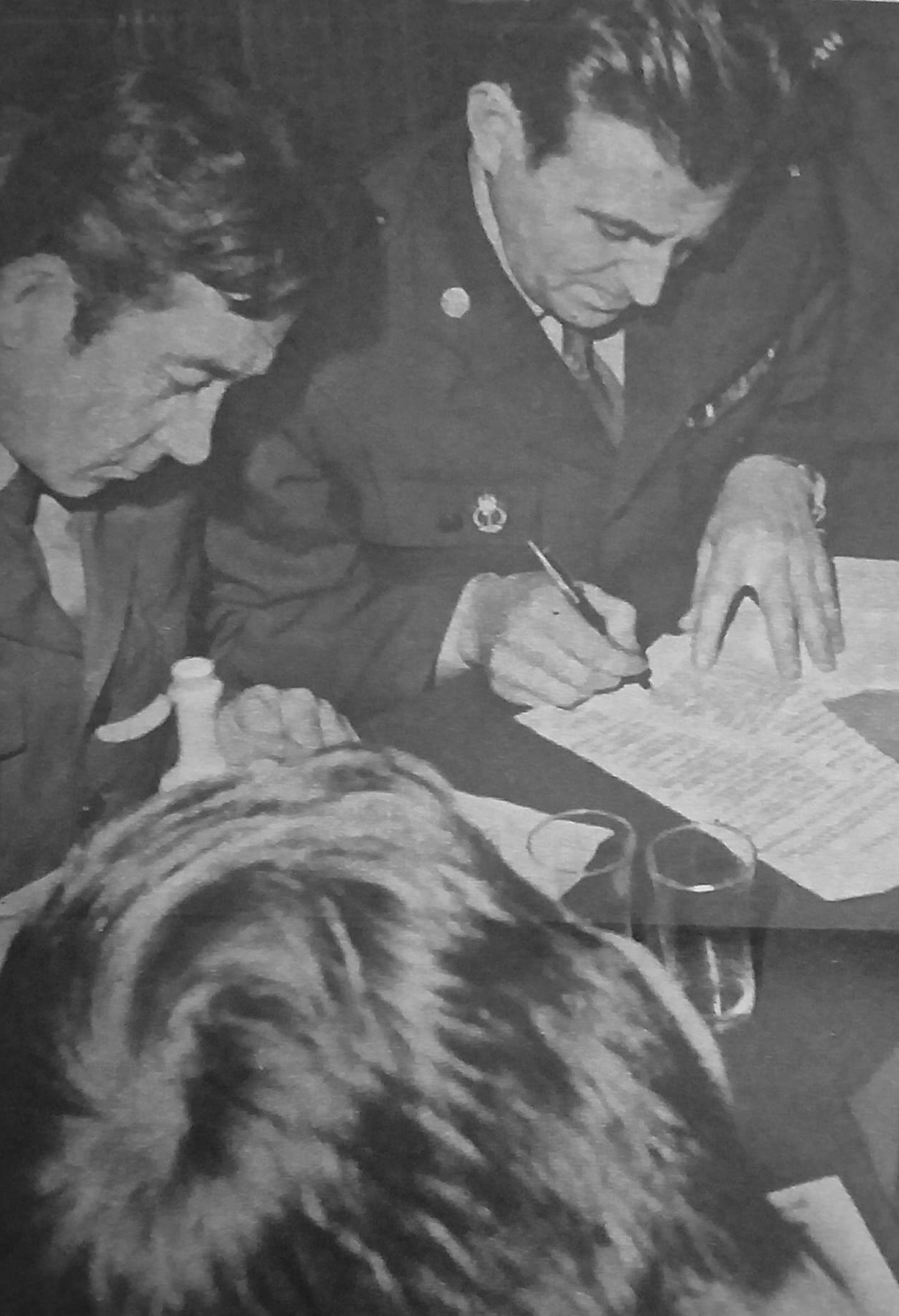
Od lewej: 1. kpt. Alojzy Grim z-ca d-cy GPK Zebrzydowice, 2. kpt. Franciszek Zubkowicz z-ca d-cy strażnicy WOP Zebrzydowice (1971)

2 stycznia 2003 GPK SG w Zebrzydowicach przejęła pod ochronę odcinek granicy państwowej, po zlikwidowanej strażnicy SG w Zebrzydowicach odcinek granicy państwowej:
- Włącznie znak graniczny nr I/104/3, wyłącznie znak gran. nr I/148.

15 sierpnia 2005 GPK SG w Zebrzydowicach przejęła pod ochronę po zlikwidowanej strażnicy SG w Godowie, odcinek granicy państwowej:
- Włącznie znak gran. nr I/148, wyłącznie znak gran. nr I/170/2.

16 stycznia 2008 Placówka SG w Zebrzydowicach ochraniała odcinek granicy państwowej o długości ok. 40 km:
- Włącznie znak gran. nr I/104/3, wyłącznie znak gran. nr I/170/2[6].

### Zasięg terytorialny
Stan z 16 stycznia 2008
Obszar działania Placówki SG w Zebrzydowicach obejmował powiaty: bieruńsko-lędziński, częstochowski, gliwicki, kłobucki, lubliniecki, mikołowski, myszkowski, tarnogórski, zawierciański, cieszyński, pszczyński, rybnicki, wodzisławski.

### Podległe przejścia graniczne
Stan z 15 maja 1991
- Zebrzydowice-Petrovice u Karviné
- Marklowice Górne-Dolní Marklovice
- Kaczyce Dolne-Karviná 1 Ráj
- Kaczyce Górne-Karviná 1 Ráj.

Stan z 20 grudnia 2007
- Zebrzydowice-Petrovice u Karviné
- Marklowice Górne-Dolní Marklovice
- Kaczyce Dolne-Karviná 1 Ráj
- Kaczyce Górne-Karviná 1 Ráj

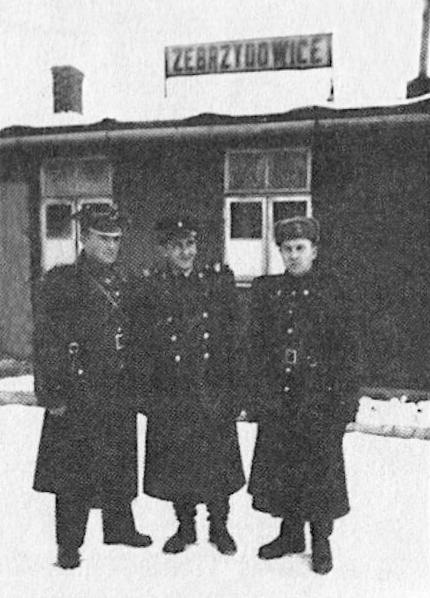
Kontrolerzy GPK Zebrzydowice i pogranicznik czechosłowacki na stacji kolejowej Zebrzydowice – pg Zebrzydowice-Petrovice u Karviné (1958)

- Jastrzębie Ruptawa-Kempy-Petrovice u Karviné
- Gołkowice-Závada
- Skrbeńsko-Petrovice u Karviné.

## Sąsiednie graniczne jednostki organizacyjne
- GPK SG w Cieszynie ⇔ Strażnica SG w Godowie – 2.01.2003–14.08.2005
- GPK SG w Cieszynie ⇔ GPK SG w Chałupkach – 15.08.2005–23.01.2005
- Placówka SG w Cieszynie ⇔ Placówka SG w Pietraszynie – 24.08.2005–31.12.2009
- Placówka SG w Cieszynie ⇔ Placówka SG w Raciborzu – 1.01.2010–14.05.2010.

## Wydarzenia
- 1974 – GPK Zebrzydowice wizytował wiceminister spraw wewnętrznych gen. bryg. Tadeusz Pietrzak w obecności dowódcy WOP gen. bryg. Czesława Stopińskiego[9].
- 13 grudnia 1981–22 lipca 1983 – (stan wojenny w Polsce), po wprowadzeniu ograniczeń w ruchu granicznym część niewykorzystanej kadry GPK przerzucono do strażnic w celu wspomożenia bezpośredniej ochrony granicy. W stan gotowości były postawione pododdziały odwodowe[10].

## Komendanci/dowódcy granicznej placówki kontrolnej
- mjr/płk Jan Dereń[13] (15.10.1965–26.09.1977)[14]
- kpt. Henryk Szczypiński[13]
- kpt. Feliks Massalski[13]
- kpt. Albin Flisak[13]
- kpt. Konstanty Bumastyk[13]
- ppłk Ignacy Redko[13] (był w 1984[15]–15.05.1991[16])

Komendanci GPK SG:

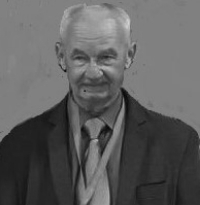
ppłk SG Stanisław Zubrzycki komendant GPK SG w Zebrzydowicach Beskidzkiego Oddziału SG

- mjr SG/ppłk SG Stanisław Zubrzycki[11]

Komendanci placówki SG:
- ppłk SG Dariusz Więcek (do 14.05.2010) – do rozformowania.